# دفينة

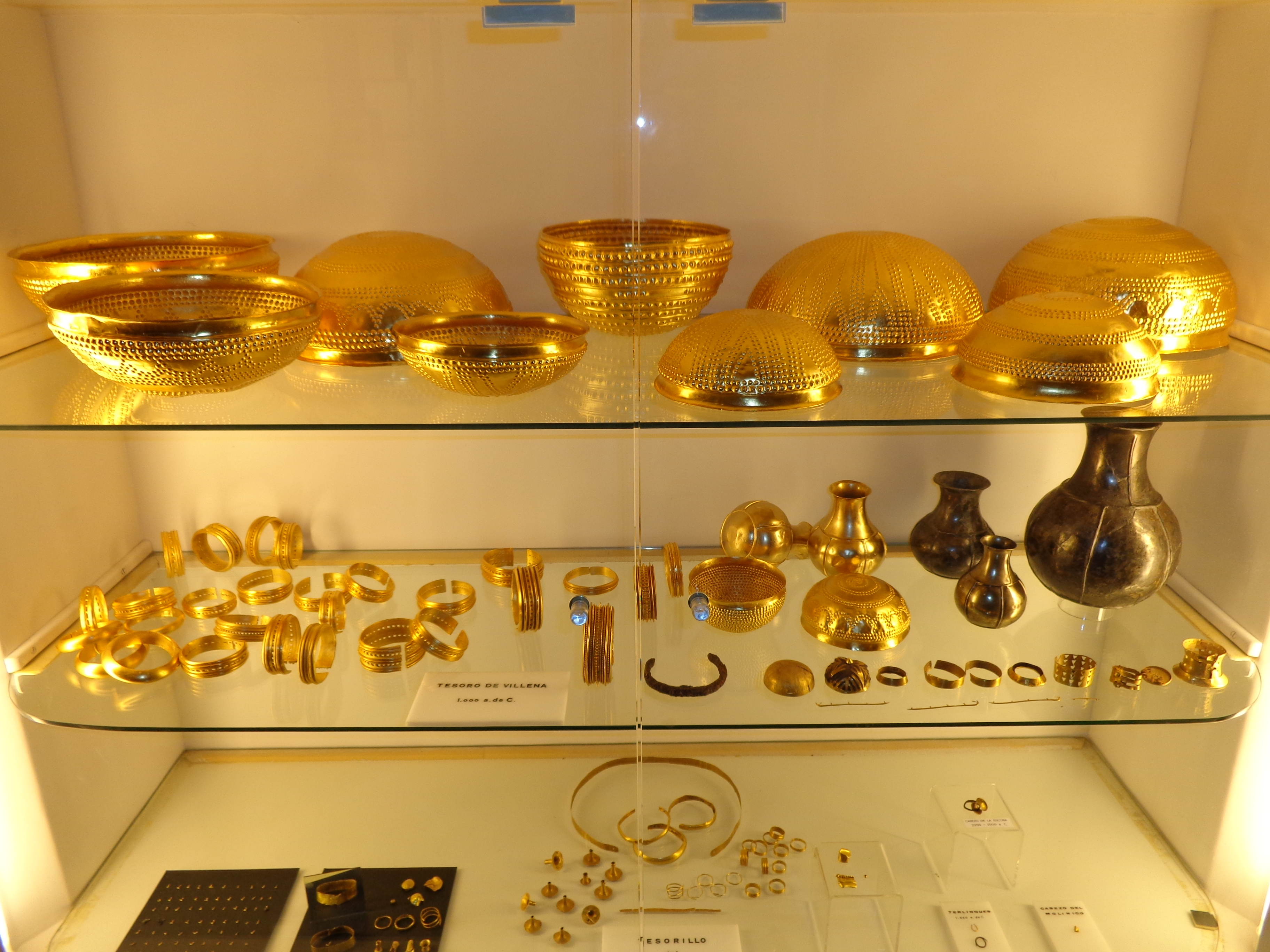
كنز بليانة من الدفائن المشهورة التي عثر عليها في إسبانيا

الدفينة (ملاحظة 1) في علم الآثار مصطلح يدل على مجموعة من القطع الأثرية ذات قيمة كبيرة، غالباً ما تكون مدفونة عمداً في الأرض بغرض تخبئتها. تعرف الدفينة أيضاً باسم كنز.
قد تفيد معرفة تاريخ القطع الأثرية الدفائن في إيجاد ترابط بين نوعيتها وبين الحقبة الزمنية التي دفنت فيها؛ كما تفيد في معرفة أزمنة الاضطرابات، إذ كثيراً ما ترتبط حاجة الناس إلى تخبئة الثروات مع صعوبة الظروف الاقتصادية.